# 謝爾曼鎮區 (明尼蘇達州雷德伍德縣)
謝爾曼鎮區（英語：Sherman Township）是位於美國明尼蘇達州雷德伍德縣的一個行政鎮區。

## 歷史
謝爾曼鎮區於1869年成立，得名自南北战争上將威廉·特库姆塞·舍曼（William Tecumseh Sherman）。

## 地方資料
謝爾曼鎮區的面積為71.35平方千米，當中陸地面積為70.76平方千米，而水域面積為0.59平方千米。根據2020年美國人口普查的數據，當地共有人口350人，而人口密度為每平方千米4.91人。